# Prêmio Emmy Kids de Programa Fatual
O Prêmio Emmy Kids de Programa Fatual foi uma categoria do Prêmio Emmy Kids Internacional entregue de 2013 à 2019 pela Academia Internacional das Artes & Ciências Televisivas a programas infantojuvenis, que tenham sido produzidos e transmitidos fora dos Estados Unidos. O anúncio da premiação é realizado em Nova York.

## Vencedores
| Ano  | Vencedor           | País        | Emissora                           |
| ---- | ------------------ | ----------- | ---------------------------------- |
| 2012 | My Autism and Me   | Reino Unido | BBC Childrens / CBBC               |
| 2013 | Same But Different | Reino Unido | Libra Television / David & Goliath |
| 2014 | ¿Con qué sueñas?   | Chile       | Mi Chica Producciones / CNTV / TVN |
| 2015 | My Life: I am Leo  | Reino Unido | BBC                                |
| 2016 | Horrible Histories | Reino Unido | Lion Television                    |
| 2017 | Berlin und wir!    | Alemanha    | Imago TV / ZDF                     |